# 楽彦瑋
楽 彦瑋（がく げんい、生年不詳 - 676年）は、唐代の官僚・政治家。字は徳珪。本貫は雍州長安県。

## 経歴
青城県令の楽宗の子として生まれた。顕慶年間、給事中となった。ときに亡き侍中劉洎の子が宮中を訪れて、劉洎が貞観末年に褚遂良の誣告のために無実の罪で死んだと訴え、冤罪を晴らしたいと上奏した。高宗が近臣に諮問すると、みな中書侍郎の李義府の意を受けて劉洎の無実を言上した。彦瑋がひとりこれに反対したため、劉洎の名誉回復は取りやめになった。ほどなく父母が死去したため、彦瑋は辞職して喪に服した。喪が明けると、彦瑋は唐州刺史として起用された。彦瑋が入朝して挨拶すると、高宗は彦瑋が李義府に反対して直言したことを思い出し、東台舎人として任用した。麟徳元年（664年）、検校西台侍郎・同東西台三品（宰相）となった。麟徳2年（665年）、知政事（宰相）を退任した。
乾封元年（666年）、劉仁軌に代わって大司憲となった。官名がもとにもどされると、御史大夫に改められた。上元3年（676年）、死去した。秦州都督の位を追贈された。永昌元年（689年）、さらに揚州大都督の位を贈られた。
子の楽思晦は、武周のときに鸞台侍郎に上り、検校天官尚書・同鳳閣鸞台三品を兼ねたが、酷吏により殺された。

## 伝記資料
- 『旧唐書』巻81 列伝第31
- 『新唐書』巻99 列伝第24